# Littlefield, Texas
Littlefield là một thành phố thuộc quận Lamb, tiểu bang Texas, Hoa Kỳ. Năm 2010, dân số của xã này là 6372 người.

## Khí hậu
| Dữ liệu khí hậu của Littlefield, Texas (1991–2020 normals, extremes 1966–present) | Dữ liệu khí hậu của Littlefield, Texas (1991–2020 normals, extremes 1966–present) | Dữ liệu khí hậu của Littlefield, Texas (1991–2020 normals, extremes 1966–present) | Dữ liệu khí hậu của Littlefield, Texas (1991–2020 normals, extremes 1966–present) | Dữ liệu khí hậu của Littlefield, Texas (1991–2020 normals, extremes 1966–present) | Dữ liệu khí hậu của Littlefield, Texas (1991–2020 normals, extremes 1966–present) | Dữ liệu khí hậu của Littlefield, Texas (1991–2020 normals, extremes 1966–present) | Dữ liệu khí hậu của Littlefield, Texas (1991–2020 normals, extremes 1966–present) | Dữ liệu khí hậu của Littlefield, Texas (1991–2020 normals, extremes 1966–present) | Dữ liệu khí hậu của Littlefield, Texas (1991–2020 normals, extremes 1966–present) | Dữ liệu khí hậu của Littlefield, Texas (1991–2020 normals, extremes 1966–present) | Dữ liệu khí hậu của Littlefield, Texas (1991–2020 normals, extremes 1966–present) | Dữ liệu khí hậu của Littlefield, Texas (1991–2020 normals, extremes 1966–present) | Dữ liệu khí hậu của Littlefield, Texas (1991–2020 normals, extremes 1966–present) |
| Tháng                                                                             | 1                                                                                 | 2                                                                                 | 3                                                                                 | 4                                                                                 | 5                                                                                 | 6                                                                                 | 7                                                                                 | 8                                                                                 | 9                                                                                 | 10                                                                                | 11                                                                                | 12                                                                                | Năm                                                                               |
| --------------------------------------------------------------------------------- | --------------------------------------------------------------------------------- | --------------------------------------------------------------------------------- | --------------------------------------------------------------------------------- | --------------------------------------------------------------------------------- | --------------------------------------------------------------------------------- | --------------------------------------------------------------------------------- | --------------------------------------------------------------------------------- | --------------------------------------------------------------------------------- | --------------------------------------------------------------------------------- | --------------------------------------------------------------------------------- | --------------------------------------------------------------------------------- | --------------------------------------------------------------------------------- | --------------------------------------------------------------------------------- |
| Cao kỉ lục °F (°C)                                                                | 83 (28)                                                                           | 96 (36)                                                                           | 94 (34)                                                                           | 102 (39)                                                                          | 109 (43)                                                                          | 112 (44)                                                                          | 110 (43)                                                                          | 108 (42)                                                                          | 103 (39)                                                                          | 102 (39)                                                                          | 89 (32)                                                                           | 82 (28)                                                                           | 112 (44)                                                                          |
| Trung bình tối đa °F (°C)                                                         | 74.7 (23.7)                                                                       | 79.0 (26.1)                                                                       | 86.2 (30.1)                                                                       | 91.4 (33.0)                                                                       | 97.9 (36.6)                                                                       | 102.4 (39.1)                                                                      | 101.9 (38.8)                                                                      | 99.1 (37.3)                                                                       | 97.0 (36.1)                                                                       | 91.2 (32.9)                                                                       | 82.1 (27.8)                                                                       | 74.0 (23.3)                                                                       | 104.9 (40.5)                                                                      |
| Trung bình ngày tối đa °F (°C)                                                    | 53.9 (12.2)                                                                       | 58.4 (14.7)                                                                       | 66.6 (19.2)                                                                       | 74.7 (23.7)                                                                       | 83.1 (28.4)                                                                       | 91.0 (32.8)                                                                       | 92.5 (33.6)                                                                       | 90.7 (32.6)                                                                       | 84.0 (28.9)                                                                       | 74.9 (23.8)                                                                       | 63.1 (17.3)                                                                       | 54.3 (12.4)                                                                       | 73.9 (23.3)                                                                       |
| Trung bình ngày °F (°C)                                                           | 38.4 (3.6)                                                                        | 42.1 (5.6)                                                                        | 49.7 (9.8)                                                                        | 57.6 (14.2)                                                                       | 67.4 (19.7)                                                                       | 76.0 (24.4)                                                                       | 78.5 (25.8)                                                                       | 76.9 (24.9)                                                                       | 69.6 (20.9)                                                                       | 59.0 (15.0)                                                                       | 47.3 (8.5)                                                                        | 39.3 (4.1)                                                                        | 58.5 (14.7)                                                                       |
| Tối thiểu trung bình ngày °F (°C)                                                 | 22.9 (−5.1)                                                                       | 25.8 (−3.4)                                                                       | 32.8 (0.4)                                                                        | 40.6 (4.8)                                                                        | 51.6 (10.9)                                                                       | 61.1 (16.2)                                                                       | 64.4 (18.0)                                                                       | 63.1 (17.3)                                                                       | 55.3 (12.9)                                                                       | 43.1 (6.2)                                                                        | 31.5 (−0.3)                                                                       | 24.3 (−4.3)                                                                       | 43.0 (6.1)                                                                        |
| Trung bình tối thiểu °F (°C)                                                      | 11.4 (−11.4)                                                                      | 13.7 (−10.2)                                                                      | 19.1 (−7.2)                                                                       | 28.2 (−2.1)                                                                       | 38.9 (3.8)                                                                        | 52.8 (11.6)                                                                       | 59.5 (15.3)                                                                       | 56.7 (13.7)                                                                       | 44.7 (7.1)                                                                        | 29.4 (−1.4)                                                                       | 17.9 (−7.8)                                                                       | 11.8 (−11.2)                                                                      | 7.0 (−13.9)                                                                       |
| Thấp kỉ lục °F (°C)                                                               | −6 (−21)                                                                          | −4 (−20)                                                                          | 6 (−14)                                                                           | 19 (−7)                                                                           | 28 (−2)                                                                           | 43 (6)                                                                            | 54 (12)                                                                           | 46 (8)                                                                            | 32 (0)                                                                            | 13 (−11)                                                                          | 2 (−17)                                                                           | −4 (−20)                                                                          | −6 (−21)                                                                          |
| Lượng Giáng thủy trung bình inches (mm)                                           | 0.65 (17)                                                                         | 0.61 (15)                                                                         | 1.15 (29)                                                                         | 1.05 (27)                                                                         | 2.01 (51)                                                                         | 2.87 (73)                                                                         | 2.22 (56)                                                                         | 2.35 (60)                                                                         | 2.28 (58)                                                                         | 1.31 (33)                                                                         | 0.74 (19)                                                                         | 0.77 (20)                                                                         | 18.01 (457)                                                                       |
| Lượng tuyết rơi trung bình inches (cm)                                            | 1.2 (3.0)                                                                         | 1.5 (3.8)                                                                         | 0.6 (1.5)                                                                         | 0.1 (0.25)                                                                        | 0.0 (0.0)                                                                         | 0.0 (0.0)                                                                         | 0.0 (0.0)                                                                         | 0.0 (0.0)                                                                         | 0.0 (0.0)                                                                         | 0.0 (0.0)                                                                         | 1.1 (2.8)                                                                         | 2.3 (5.8)                                                                         | 6.8 (17)                                                                          |
| Số ngày giáng thủy trung bình (≥ 0.01 in)                                         | 2.7                                                                               | 3.1                                                                               | 3.7                                                                               | 3.4                                                                               | 6.2                                                                               | 6.9                                                                               | 5.7                                                                               | 6.5                                                                               | 5.7                                                                               | 4.2                                                                               | 2.6                                                                               | 3.5                                                                               | 54.2                                                                              |
| Số ngày tuyết rơi trung bình (≥ 0.1 in)                                           | 0.8                                                                               | 0.8                                                                               | 0.4                                                                               | 0.1                                                                               | 0.0                                                                               | 0.0                                                                               | 0.0                                                                               | 0.0                                                                               | 0.0                                                                               | 0.0                                                                               | 0.5                                                                               | 1.0                                                                               | 3.6                                                                               |
| Nguồn: NOAA                                                                       |                                                                                   |                                                                                   |                                                                                   |                                                                                   |                                                                                   |                                                                                   |                                                                                   |                                                                                   |                                                                                   |                                                                                   |                                                                                   |                                                                                   |                                                                                   |